# Chelso Tamagno
Chelso Peter Tamagno (Chicago, 20 marzo 1912 – Payson, 15 aprile 1986) è stato un cestista statunitense, professionista nella NBL.

## Carriera
Giocò per due stagioni nella NBL, disputando complessivamente 28 partite con 1,9 punti di media.

## Palmarès
- Campione NBL (1938)